# José Toledo (balonmanista)
José Guilherme de Toledo, más conocido como José Toledo, (São Paulo, 11 de enero de 1994) es un jugador de balonmano brasileño que juega de lateral derecho en el Recoletas Atlético Valladolid. Es internacional con la selección de balonmano de Brasil.
Con la selección brasileña logró la medalla de oro en el Campeonato Panamericano de Balonmano Masculino de 2016.
Es conocido en España por su paso por el Club Balonmano Granollers y Recoletas Atlético Valladolid.

## Palmarés internacional
| Juegos Panamericanos    | Juegos Panamericanos | Juegos Panamericanos | Juegos Panamericanos |
| Año                     | Lugar                | Medalla              |                      |
| ----------------------- | -------------------- | -------------------- | -------------------- |
| 2023                    | Santiago de Chile    | Medalla de plata     |                      |
| Campeonato Panamericano |                      |                      |                      |
| Año                     | Lugar                | Medalla              |                      |
| 2016                    | Argentina            | Medalla de oro       |                      |
| 2018                    | Groenlandia          | Medalla de plata     |                      |
| Juegos Suramericanos    |                      |                      |                      |
| Año                     | Lugar                | Medalla              |                      |
| 2018                    | Cochabamba           | Medalla de oro       |                      |

## Clubes
- Hadebol Itapema ( -2014)
- Club Balonmano Granollers (2014-2015)[3]
- Orlen Wisła Płock (2015-2019)[4]
- RK Vardar (2019-2020)
- CS Minaur Baia Mare (2020-2022)
- Recoletas Atlético Valladolid (2022-  )[5]